# Lanio leucothorax
Tangará-de-garganta-branca ou pipira-de-garganta-branca (Lanio leucothorax) é uma espécie de ave da família Fringillidae.
Pode ser encontrada nos seguintes países: Costa Rica, Honduras, Nicarágua e Panamá.
Os seus habitats naturais são: florestas subtropicais ou tropicais húmidas de baixa altitude.